# 香港男子4×100米接力隊
香港男子4×100米接力隊是一支田徑隊伍。他們現時是亞洲田徑錦標賽季軍。2017年隊員包括溫顯頌、鄧亦峻、吳家鋒、徐志豪及蘇進康。他們的最佳時間為38.47秒。

## 歷史

### 2000年代
2000年，由杜韋諾、何君龍、鄧漢昇及蔣偉洪組成的香港男子4x100米接力隊是香港首支跑入奧運的田徑接力隊。 2000年9月29日，四人結果以40.15秒，小組第七名的成績，完成悉梨奧運的初賽。這讓他們在2001年獲得香港最佳運動組合獎。
2001年11月，他們在中华人民共和国第九屆運動會中以39.95秒屈居广西队之後獲得銀牌，並且打破了该项39秒97的香港纪录。四人得到了35萬港元獎金。同年他們在日本大阪舉行的2001年東亞運動會的男子4x100米接力賽中以40.13秒的成績奪得了銅牌。

### 2010年代
2010年廣州亞運，隊員由鄧亦峻、黎振浩、吳家鋒和徐志豪組成。目標直指獎牌的男子4×100米接力隊，因鄧亦峻與黎振浩交棒時脫手，交接了兩次，只能跑出39.62秒，位列第5。後來印度隊被取消資格，香港隊升上第四位。
2011年7月，在日本神戶舉行的亞洲田徑錦標賽中，香港田徑隊男子4×100米接力隊以39秒26的佳績勇奪第二名，是香港田徑隊首次於亞洲田徑錦標賽奪得獎牌，港接力隊成員由鄧亦峻、黎振浩、吳家鋒和徐志豪組成。
2011年8月21日，在2011年世界大學生夏季運動會中，由黎振浩、梁祺浩、葉紹強和何文樂組成的男子4x100米接力隊，跑出39秒44摘銅，為香港在世界大學生運動會首奪田徑獎牌。冠、亞軍為南非及中國。
香港男子4x100米接力隊在2012年4至5月間四度刷新香港紀錄、五月在台北國際田徑錦標賽，港隊鄧亦峻、黎振浩、吳家鋒與徐志豪更跑出今年亞洲最佳成績38.47秒。。
2012年7月1日，香港男子4x100米接力隊奪得2012年倫敦奧運入場券。4名接力隊員徐志豪、黎振浩、吳家鋒和鄧亦峻於大阪田徑邀請賽跑出39秒28得第4。截至7月1日為止，他們於國際田聯的奧運資格排名為第10，由於前16可獲出戰奧運資格，因此可跑進倫奧。
2012年7月21日，香港男子田徑4x100米接力隊憑倫奧排名第十的佳績，首次於摩納哥出戰国际田联钻石联赛，與美、法等五支世界高手過招。四子最終僅以39秒19敬陪末席。
在2012年倫敦奧運男子4乘100米接力賽，香港隊在初賽跑出38秒61，小組排最尾出局。 香港田徑總會為了表揚田徑隊，向隊員頒贈20萬港元特別獎金，鄧亦峻、黎振浩、吳家鋒、徐志豪及後備何文樂平均分享當中7成獎金，每人得2.8萬港元，其餘30%分給教練、啟蒙教練及支援團隊等。
2013年5月9日，由鄧亦峻、黎振浩、吳家峰、徐志豪及李律言組成的香港男子4x100米接力隊，在泰國春武里舉行的亞洲格蘭披治田徑賽第二站，跑出39秒17力壓新加坡及中國，奪得金牌。
2013年7月6日，香港隊接力四虎在印度浦那舉行的亞洲田徑錦標賽，跑出38.94秒勇奪4x100米接力賽金牌，日本以39.11秒屈居亞軍，中國（39.17秒）及南韓（39.18秒）分別第3、4名。 但是由於參加了亞錦賽，因此他們要犧牲「撞期」，在俄羅斯喀山舉行的世界大學生運動會。由於男子4x100米接力初賽在7月11日才展開，決賽則在7月12日上演，因此在7月6日已完成印度亞錦賽金牌之旅的接力隊員，其實有足夠時間趕往喀山參賽，兩名大專生黎振浩及何文樂即炮轟香港大專體育協會欠靈活，扼殺了他們另一個贏取國際賽獎牌機會。大專協會理由是要接力隊跟大隊出發，才能夠去世大運。
2013年8月17日，香港男子4x100米接力隊在莫斯科舉行的2013年世界田徑錦標賽中，做出了39.10的成績，只成為小組包尾，與跑出38.95秒排5的中國隊一樣，無緣決賽。
2013年9月11日，香港接力隊鄧亦峻、黎振浩、徐志豪及吳家鋒參加在遼寧舉行的中华人民共和国第十三届运动会，4人挾亞洲田徑錦標賽金牌的餘威，原本有力爭取獎牌，但首棒的鄧亦峻交棒予黎振浩後「跌棒」，賽後黎解釋是棒子撞到大腿，即使他之後繼續比賽，但最終只能以47秒56取得第8。
2013年10月9日，在天津舉行的2013年東亞運動會，早前在全運會「跌棒」的「四虎」鄧亦峻、黎振浩、吳家鋒及徐志豪表現出色，跑出39秒12僅負於日本獲得銀牌。
2014年3月13日，2013年度香港傑出運動員選舉結果公布，最佳運動組合由男子4x100米接力隊及女子輪椅劍擊隊一同奪得，各獲得港幣36,000元獎金。
2014年8月27日，男子4x100米接力隊宣佈將參加同年九月中旬舉行的2014年亞洲運動會，由於主將黎振浩傷愈復出及加入「百米新星」蘇進康，因此教練余力指4x100隊目標力衝前3名。 在初賽前，黎振浩熱身時錯誤踏中吳家鋒腳掌，觸傷右足踝舊患，雖然經快速診治後可用八成力，但是賽前一小時已遞交參賽名單，無法換人，黎振浩只有負傷上陣。第一棒鄧亦峻交第二棒黎振浩順利完成，但第二棒再交吳家鋒時，黎振浩傷患發作中途停下腳步，吳家鋒要走回頭路向黎拿棒，即使如此吳家鋒仍交給徐志豪跑回終點。可惜時間只有45.34秒，無法入圍決賽。不過天無絕人之路，大會其後判同組的阿曼交接棒違規，港隊遂獲得參加在10月2日舉行的決賽的機會，並將由蘇進康代替受傷的黎振浩應戰。決賽開賽後，前三棒均處於落後位置，但憑徐志豪在最後一棒發力狂追收復失地，最終以38秒98贏得銅牌。11月10日，香港男子接力隊領取田徑總會10萬元亞運獎金。
香港田徑隊在2015年5月16日出戰在台灣舉行的2015年台灣國際田徑邀請賽，由鄧亦峻、吳家鋒、李律言、徐志豪組成的4x100米接力隊在決賽跑出39分44秒，以些微差距不敵東道主台灣隊屈居亞軍。
2015年6月4日，香港「接力四子」徐志豪、吳家鋒、蘇進康及鄧亦峻，在武漢舉行的亞洲田徑錦標賽男子4×100米接力賽決賽，合力跑出39秒25勇奪銀牌，由「中國飛人」蘇炳添為首的中國隊就以39秒04摘金。
2016年4月10日，由李律言、黎振浩、鄧亦峻及徐志豪組成的香港田徑男子4×100米接力隊，在美國喜瑞都邀請賽以40.36秒摘金，而黎振浩亦於100米以10.36秒奪銅。
2016年6月25日，香港男子4x100米在將軍澳運動場舉行的香港城市田徑錦標賽，在徐志豪受傷退戰，只餘吳家鋒、鄧亦峻及蘇進康三子下，無奈退戰，爭取出戰巴西里約奧運的夢想亦告落空。
2017年7月7日，在2017年亞洲田徑錦標賽中，香港男子4x100米接力隊溫顯頌、吳家鋒、鄧亦峻及徐志豪，在4X100米接力預賽跑出40秒40取得小組次名，打入決賽。最後在決賽以39秒53獲得銅牌。自2011年奪金後，港隊於亞錦賽男子4x100接力已連續4屆有獎牌。